# Армізонський район
Армізо́нський район (рос. Армизонский район) — муніципальний район в складі Тюменської області, Росія.
Адміністративний центр — село Армізонське.

## Географія
Район розташований в південно-східній частині Тюменської області на відстані 230 км від обласного центру та за 72 км від залізниці. Межує з Курганською областю (Мокроусовський, Частоозерським округами) і Бердюзьким, Омутинським і Упоровським районами, Заводоуковським та Голишмановським міськими округами Тюменської області, на півдні з Казахстаном.
Одним з найбільш характерних ландшафтів району є численні озера, найрізноманітніші за величиною, формою, походженням та хімічним складом води. Всього на території району розташовано близько 300 озер.

## Історія
Армізонський район утворений 3 листопада 1923 року у складі Ішимського округу Уральської області з територій Армізонської, Орловської частин Лихановської та Ражевської волостей Ішимського повіту Тюменської губернії. У складі району були 17 сільрад: Армізонська, Бурлаківська, В'ялковська, Дубровинська, Жиряковська, Забошенська, Кайнацька, Крашеньовська, Няшинська, Орловська, Плосківська, Полівська, Прохоровська, Снігурьовська, Усть-Мало-Чирківська, Чирківська та Шабалінська. 1926 року Дубровинська сільрада перейменована в Южно-Дубровинську.
10 червня 1931 року район ліквідований, територія увійшла до складу Бердюзького району. 5 листопада 1934 року утворено Красноорловську сільраду. 25 січня 1935 року район відновлено у складі Омської області у складі 16 сільрад, які існували раніше, а також Калмакської та Новорямовської сільради Бердюзького району, Капраліхинської сільради Упоровського району та Красноорловської сільради; Усть-Мало-Чирківська сільрада залишилась у складі Бердюзького району. 19 вересня 1939 року ліквідовано Забошенську, Плосківську та Полівську сільради. 6 лютого 1943 року район увійшов до складу Курганської області, 14 серпня 1944 року — до склад Тюменської області.
17 червня 1954 року ліквідовані Бурлаківська, В'ялковська, Жиряковська, Кайнацька, Новорямовська, Няшинська, Снігурьовська та Шабалінська сільради. 7 січня 1958 року Крашеньовська сільрада перейменована в Івановську. 1 лютого 1963 року район ліквідовано, територія увійшла до складу укрупненого Бердюзького сільського району. 12 січня 1965 року район відновлено у складі 9 сільрад, які входили до його ліквідації. 15 вересня 1965 року утворено Роздольську сільраду.

## Населення
Населення району становить 9118 осіб (2020; 9301 у 2018; 10064 у 2010, 11027 у 2002).

## Адміністративно-територіальний поділ
На території району 9 сільських поселень:
| Поселення                            | Площа, км² | Населення, осіб (2002) | Населення, осіб (2010) | Населення, осіб (2018) | Населення, осіб (2020) | Центр           | Населені пункти |
| ------------------------------------ | ---------- | ---------------------- | ---------------------- | ---------------------- | ---------------------- | --------------- | --------------- |
| Армізонське сільське поселення       | 363,71     | 5530                   | 5441                   | 5306                   | 5330                   | Армізонське     | 6               |
| Івановське сільське поселення        | 416,37     | 824                    | 760                    | 605                    | 586                    | Іваново         | 4               |
| Калмакське сільське поселення        | 248,98     | 803                    | 740                    | 636                    | 606                    | Калмакське      | 2               |
| Капраліхинське сільське поселення    | 374,52     | 343                    | 290                    | 248                    | 231                    | Капраліха       | 3               |
| Красноорловське сільське поселення   | 368,94     | 667                    | 572                    | 495                    | 462                    | Красноорловське | 5               |
| Орловське сільське поселення         | 265,47     | 816                    | 664                    | 620                    | 586                    | Орлово          | 4               |
| Прохоровське сільське поселення      | 402,75     | 945                    | 746                    | 658                    | 602                    | Прохорово       | 4               |
| Роздольське сільське поселення       | 403,04     | 399                    | 256                    | 198                    | 185                    | Роздольє        | 2               |
| Южно-Дубровинське сільське поселення | 265,26     | 700                    | 595                    | 535                    | 530                    | Южно-Дубровне   | 4               |

## Найбільші населені пункти
| № | Населений пункт | Населення, осіб (2002) | Населення, осіб (2010) |
| - | --------------- | ---------------------- | ---------------------- |
| 1 | Армізонське     | 4741                   | 4776                   |